# ミーラ・メンデリソン
マリヤ＝ツェツィリヤ・アブラモヴァ・メンデリソン＝プロコフィエヴァ（ロシア語: Мари́я-Цеци́лия Абра́мовна Мендельсо́н-Проко́фьева 1915年1月8日（ユリウス暦 1914年12月26日） - 1968年6月8日）は、ロシアの詩人、作家、翻訳家。ミーラ・メンデリソン（ロシア語: Ми́ра Алекса́ндровна Мендельсо́н）と呼ばれることが多い。作曲家のセルゲイ・プロコフィエフの2番目の妻。夫が書いたオペラ『修道院での婚約』、『真の男の物語』、『戦争と平和』、そしてバレエ『石の花』でリブレットを共作している。

## 生涯
1915年1月8日にキエフで生まれた。アブラム・ソロモノヴィチ・メンデリソン（Абрам Соломонович Мендельсон, 1885年 - 1968年）とヴェラ・ナタノヴナ・メンデリソン（Вера Натановна Мендельсон, 1886年 - 1951年）の間に誕生した一人っ子だった。父は経済学者で統計家、母はソビエト連邦共産党党員としての業績によって認められた人物だった。若い頃からモスクワのゲンプラン研究所のエネルギー部門で高等教育を開始し、その後マクシム・ゴーリキー文学大学へ移って詩作と英語翻訳を専攻した。
ミーラがプロコフィエフと最初に出会った時のことに関して、また彼女と既婚の作曲家との仕事を通じた関係性が婚外の情事に発展していった過程の詳細は知られていない。ミーラの回顧録によると、2人は1938年8月にキスロヴォツクの行楽地で出会っており、この時は両者ともそれぞれの家族と同地で休暇を取っていたという。彼女の記憶ではアレクサンドル・フェルスマンの息子が、この場所にプロコフィエフが来ていると自分の注意を引いてくれたそうである。その後まもなく、彼女は初めてこの作曲家と出会うことになる。
お昼時に小柄な女性がサナトリウムのダイニングに姿を現し、それに続いて並外れて歩幅が大きく、非常に真剣な表情をした長身の男性が入ってきました。多分、これが世に言う「一目惚れ」というものなのでしょう。
完全な別離に至る前の1年以内に当時の妻だったリーナがプロコフィエフに宛てた手紙で、彼女はメンデリソンが計算ずくで彼を追いかけたことを非難している。
最初に出会った後にあなたが何を書いたか思い出してください。ほとんどあなたが[メンデリソンとその家族を]選んだのではなく、彼らの方があなたを「選んだ」 - どこで？ある保養地で - 砂粒ではない、[セルゲイ・セルゲーエヴィチ・プロコフィエフ]この国を率いる作曲家、家族的な雰囲気を纏う有名人、2倍の歳をとっている。「きっとあなたは『一目惚れ』というだろう - 誰がそれを信じる?」キスロヴォツクでは彼女がどこにいてもあなたを追っていたという事実に対し、十分な目撃情報があるのです。
8月26日に初めての会話を交わした後、メンデリソンとプロコフィエフは共に散歩をして音楽や文学について語り合うようになった。メンデリソンは後に、プロコフィエフの「外国風の」上品さと魅力に魅了されていたと書いている。プロコフィエフは、かつて夢中になたニーナ・メシュチェルスカヤやイダ・ルビンシュタインに似た彼女の容貌を引き合いに、出会ってすぐの頃から既視感を覚えていた。休暇の終わりには翌年にまたキスロヴォツクで会うこと、そしてそれまでの間に連絡を取り合うことを2人で約束した。1939年1月に彼は自分自身の写真にサインをし、次のような言葉を添えて贈っている。「花開きつつある詩人へ、慎み深いファンより。」同年4月の彼の誕生日には、メンデリソンは一編の詩を書いて、こう告げている。「貴方のキスの首飾り、優しい言葉は贈り物/世界中の全てのダイアモンドよりも輝かしい。」
2人の関係が始まったころ、プロコフィエフの最初の妻は疑いを抱いていた。彼女は元夫の他界後にインタビューに応じ、彼がメンデリソンのことを最初は「自分の下手な詩を私に読んで欲しいというただの女の子だ」と評していたと明かしている。その後、彼はメンデリソンが計画中のオペラに適したリブレットを見つけ出す手助けをしてくれるのだと妻に言い、仕事上の理由で彼女と会うことを正当化するようになった。1939年には、プロコフィエフとこの新米詩人の関係はソビエトの音楽界でゴシップの種となっていた。リーナの疑念はある知人から寄せられた情報で確信に変わっていたが、夫が情事を続けることを妨害するには力不足であると感じていた。ついに彼が妻に不倫のことを打ち明けた際、リーナは彼がメンデリソンと一緒に暮らすことにならない限りは自分が反対することはないと返したのであった 。
同年の秋にはプロコフィエフは公の場にメンデリソンを伴って姿を見せるようになる。一例として挙げられる『セミョーン・カトコ』の初演の場には妻も居合わせ、3者の間に気まずい空気が流れることになった。この時期にプロコフィエフとメンデリソンは初めてとなる共作、オペラ『修道院での婚約』の制作を開始する。リチャード・ブリンズリー・シェリダンによる『The Duenna』へのリブレットを下敷きとし、メンデリソンが英語からロシア語へと作品を翻訳した。またプロコフィエフはピアノソナタ第8番のスケッチを開始ししており、彼がメンデリソンに語ったところによると第1楽章のアンダンテ・ドルチェの主題はメンデリソンから霊感を得て書かれたものだという。1944年に楽譜が完成すると、彼はすぐにこれを彼女に献呈している。
1941年3月15日、プロコフィエフは妻に対して婚姻関係の終焉を宣告した。彼は数日後にモスクワ中心部にあるメンデリソンのアパートに移り住んでいる。とげとげしい別れであったにもかかわらず、プロコフィエフは時には友人で仕事仲間のレヴォン・アトヴミアンに仲介してもらいつつ、離縁した妻と家族に経済的援助を続けた。
バルバロッサ作戦でドイツ軍のソビエト侵攻が開始されるとメンデリソンとプロコフィエフはモスクワを脱出することを余儀なくされ、まずグルジア・ソビエト社会主義共和国、次いでカザフ・ソビエト社会主義共和国へと逃れた。この期間にも2人は多数のオペラの構想に共に取り組んだが多くは破棄されており、そうした中にはレフ・トルストイの『復活』を題材とした計画もあった。そうした中から両名にとって最も重要な芸術上の共同作業となったオペラ『戦争と平和』が生まれており、これはメンデリソンの父がプロコフィエフにより似つかわしいとして提案したものだった。
第二次世界大戦終結後、2人はモスクワへと戻り、夏の残りをニコリナ・ゴラのダーチャで共に過ごした。同地で彼らがガーデニングや周囲の森林でのキノコ狩りを楽しむ間、ときおり友人のニコライ・ミャスコフスキーが加わることもあった。1947年11月22日、プロコフィエフは裁判所に対して疎遠となった妻との離婚手続き開始を申請した。5日後に裁判所から却下の通知がなされる。これは、結婚自体がヴァイマル共和国で行われ、ソビエトの役所に登録されていないため法律上の根拠を有せず、そのため法的効力がなく無効となるという裁定理由だった。2人目の判事が評決を支持し、プロコフィエフとメンデリソンは1948年1月15日に結婚した。この結婚の1か月後、前妻のリーナはモスクワでソビエト政府に逮捕されてグラグへの収容20年の刑を言い渡された。

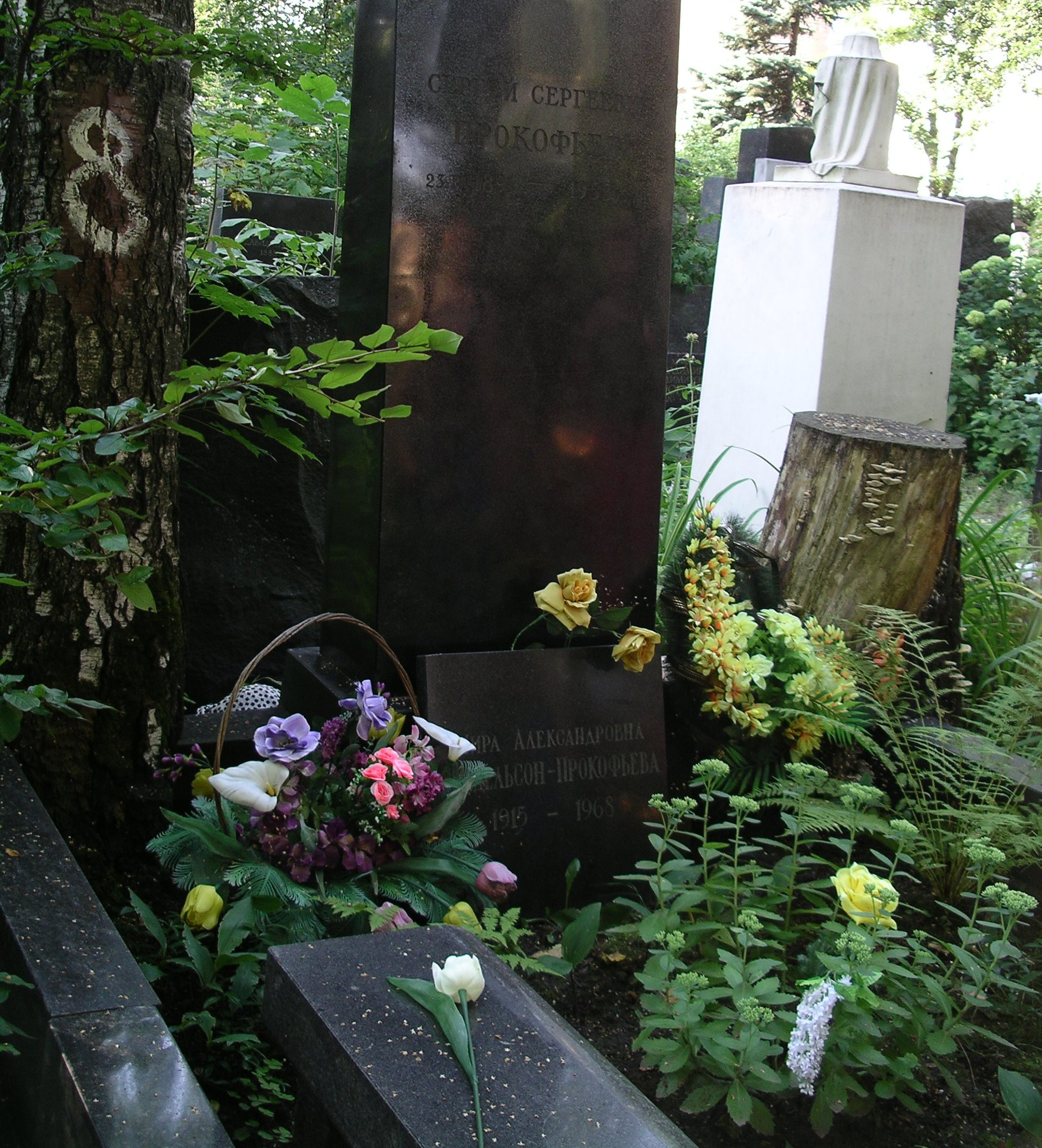
夫の墓に並ぶメンデリソンの墓。ノヴォデヴィチ墓地。

晩年のプロコフィエフは高血圧に起因する健康問題に悩まされ、秘書として、また時に介助者としてメンデリソンの一層の協力を必要とした。彼の身体的な不調が進行していく中でも、メンデリソンは彼が普段通りのスケジュールで仕事を維持できるよう、また彼が新しい音楽や美術に関心を持ち続けられるようできる限りの助力を行った。1953年3月5日にプロコフィエフは脳内出血によりこの世を去った。死の前に彼はメンデリソンに「一緒に居られてよかった」と伝えている。夫の死から2週間後、彼女は彼の62回目の誕生日となるはずだった日を記念してソビエト連邦作曲家同盟で追悼コンサートを企画した。ドミトリー・カバレフスキーとレインゴリト・グリエールが賛辞を述べた後、スヴャトスラフ・リヒテル、ニーナ・ドルリアク、ムスティスラフ・ロストロポーヴィチが演奏を披露した。また彼女は作曲者死後の初演となった夫の最後のバレエ『石の花』のリハーサルも監督していたが、指揮者のユーリー・ファイエルがカットを要求し、さらにボリス・ポグレボフに管弦楽編曲のやり直しを委嘱すると主張したため落胆させられてしまった 。
グラグからの解放後すぐの1956年、プロコフィエフの前妻であるリーナは裁判所に対して自分がプロコフィエフの唯一かつ適法な配偶者であると再度の宣言を行うように請願を出した。彼女に有利な形で下された最初の裁定は1958年3月12日にソビエト連邦最高裁判所によって破棄され、彼女の婚姻には法的有効性がない旨が再確認された。証言をするために裁判所から出廷を求められた証人の中には、ドミトリー・カバレフスキー、ドミートリイ・ショスタコーヴィチ、ティホン・フレンニコフの姿があった。法的手続きの過程では、リーナの述べた言葉がメンデリソンにはプロコフィエフの名誉を傷つけるものに思えたこと、そしてリーナが友人として請願の際に助力を得たフレンニコフをメンデリソンは夫の頭痛の種と看做していたため、メンデリソンは気落ちさせられてしまった。
メンデリソンは夫と一緒に暮らしたモスクワの同じアパートに住んだまま晩年を過ごしたが、いかに隣人に悩まされているか、そしてプロコフィエフのいない人生がいかに困難であるかを私的に語っていた。夫の書類を整理し、彼の音楽の普及に務め、自身の回顧録を執筆することに時間を費やしていた。回顧録のアイデアは、プロコフィエフが書き留めておくようにと彼女に念押しして焚きつけたものだった。しかし、回顧録の執筆は彼女には荷が重く、未完成のまま遺されることになってしまった。父を年の初めに亡くした後、メンデリソンは1968年6月8日にモスクワで心臓発作によりこの世を去った。彼女の財布の中には1950年2月の日付の入ったメモ書きが収められており、彼女と夫の署名とともに「私たちは隣同士で埋葬されることを望む」と書かれていた。2人の遺志に敬意を表し、両名の亡骸はノヴォデヴィチ墓地で一緒に葬られている。

## 没後
死亡日時は長らく秘匿されており、ロシア国民へ公開されたのはソ連崩壊後である。彼女の日記は2004年に出版された。2012年には彼女が夫について書いた現存する記述を全て盛り込み、拡大した上で再版がなされた。死の2年前、彼女は貴重な個人の所有品をモスクワのセルゲイ・プロコフィエフ博物館に寄贈している。

## 被献呈作品
- ピアノソナタ第8番 (プロコフィエフ)